# Zitronenneger
Zitronenneger ist ein abwertender und rassistischer Berolinismus für Personen von ostasiatischem Typus.

## Begriffsbestimmung
Das Schimpfwort setzt sich aus dem Begriff Zitrone, der mit der gelben Farbe der Frucht auf die Hautfarbe von Personen asiatischer Abstammung (besonders Chinesen oder Japaner) anspielt, und dem Wort „Neger“ zusammen. Die Literatur verortet die Herkunft des Ausdrucks in Berlin.

## In Österreich
Auch in Österreich wurde die gelbe Farbe von Zitronen mit Menschen asiatischer Herkunft assoziiert. In einer populären Sendung des ORF mit dem Titel Helmi sollen Kinder von der gleichnamigen Puppenfigur eines kleinen weißen Außerirdischen spielerisch Verhaltensregeln erlernen. Das Intro der Sendung besang in den 1980er Jahren „Neger auf Kaffeebohnen, Chinesen auf Zitronen, Jäger auf Melonen, kann man nicht gut sehen.“

## In der englischen Sprache
Der entsprechende Begriff in der englischen Sprache des nordamerikanischen und südafrikanischen Raums ist yellow nigger.